# 775
| 775                |
| ------------------ |
| Dødsfald - Fødsler |
|                    |

| Gregoriansk kalender | 775 DCCLXXV             |
| Ab urbe condita      | 1528                    |
| Armensk kalender     | 224 ԹՎ ՄԻԴ              |
| Kinesiske kalender   | 3471 – 3472 甲寅 – 乙卯 |
| Etiopisk kalender    | 767 – 768               |
| Jødisk kalender      | 4535 – 4536             |
| Hindukalendere       |                         |
| - Vikram Samvat      | 830 – 831               |
| - Shaka Samvat       | 697 – 698               |
| - Kali Yuga          | 3876 – 3877             |
| Iransk kalender      | 153 – 154               |
| Islamisk kalender    | 158 – 159               |

Se også 775 (tal)